# Émile Antonio
Pour les articles homonymes, voir Antonio.
Émile Antonio (ou Emilio Antonio), né le 22 avril 1928 à Auzat-sur-Allier (Puy-de-Dôme) et mort le 19 septembre 2022 à Issoire,, est un footballeur français.

## Biographie
Débutant dans le club de son village natal, La Combelle CCA, il joue comme professionnel à Sète, Nice et Lyon. 
Il reste une saison à l'OGC Nice avec qui, il remporte la Coupe de France en 1954, contre l'Olympique de Marseille, 2-1.
À l'Olympique lyonnais, il reste 7 saisons : il joue 183 matches (dont 160 de championnat) et marque 23 buts.
En 1961, il arrête sa carrière professionnelle. Il joue deux saisons à l'AS Montferrand, avant de revenir dans le club de ses débuts, à La Combelle CCA. Il entraîne cette équipe de 1963 à 1975.

## Palmarès
- International Espoirs en 1951 et B (4 sélections)
- Vainqueur de la Coupe de France en 1954 avec l'OGC Nice

## Hommages
Le stade (anciennement Stade de Basse-Combelle) d'Auzat-la-Combelle est renommé en juin 2022 en son honneur.